# Les Cinq Sous de Lavarède (film, 1939)
Pour les articles homonymes, voir Les Cinq Sous de Lavarède (homonymie).
Pour plus de détails, voir Fiche technique et Distribution.
Les Cinq Sous de Lavarède est un film français réalisé par Maurice Cammage, sorti en 1939.
Il s'agit de l'adaptation du roman éponyme de Paul d'Ivoi et Henri Chabrillat, publié en 1894 par la librairie Furne.

## Synopsis
Monsieur Richard de Marseille a décidé de léguer toute sa fortune à son cousin Armand Lavarède, à condition que celui-ci fasse le tour du monde avec cinq sous en poche dans un délai de cent jours. Arbitré et surveillé par sir Murlington et par Bouvreuil, un créancier de Lavarède, le voyage est encouragé par Aurett, la ravissante fille de sir Murlington. Le voyage commence par une traversée clandestine sur le paquebot Normandie, contrecarrée par Bouvreuil, qui doit partager les trente millions avec sir Murlington si Lavarède échoue dans sa tentative.

## Fiche technique
- Titre : Les Cinq Sous de Lavarède
- Réalisation : Maurice Cammage
- Scénario : d'après le roman éponyme de Paul d'Ivoi et Henri Chabrillat
- Adaptation : Jean-Louis Bouquet
- Dialogue : Jean-Louis Bouquet, René Wheeler, Jean Rioux, Claude Legentil
- Assistants réalisateurs : André Roanne, Charles Boulet
- Photographie : Georges Clerc, Jean-Paul Goreaud, Édouard Meyer
- Musique : Casimir Oberfeld, dirigée par Pierre Chagnon
  - Parolier : Jean Manse
  - Chansons : C'est comme ça à Calcutta, Je suis une petite nature
- Décors : Hugues Laurent, Raymond Druart
- Son : Igor Kalinowski, E. Bourdin
- Production : Société de Production du Film Les Cinq sous de Lavarède
- Directeur de production : Maurice Wolf
- Tournage du 31 juillet à fin août 1938, à Cassis, La Ciotat  et Marseille
- Pays d'origine :  France
- Format : Noir et blanc — 35 mm — 1,37:1 — Son : Mono
- Durée : 125 minutes
- Genre : Comédie
- Date de sortie : 
  - France - 8 mars 1939
- Affiches : Roger Cartier, Fernand François (France)

## Distribution
- Fernandel : Armand Lavarède, l'aventurier
- Josette Day : Miss Aurett Murlington
- Marcel Vallée : Mr Bouvreuil, le créancier
- Jean Dax : Sir Murlington, l'arbitre anglais
- Andrex : Jim Strong
- Jeanne Fusier-Gir : Djali, la princesse hindoue
- André Roanne : John Smith
- Jean Temerson : Tartinovitch
- Henri Nassiet Jack
- Félix Oudart : Le capitaine du navire
- Mady Berry La concierge
- Albert Duvaleix : Maître Panabert, le notaire
- Pierre Labry : Le gardien-chef
- Georges Briquet : Le radio-reporter
- Jacqueline Figus : La danseuse acrobatique
- Alexandre Mihalesco : Le commissaire-priseur
- Hugues de Bagratide : Le ministre hindou
- Jacques Henley : L'officier du "Normandie"
- Marcel Talmont : Le pasteur
- Marcel Vidal : Le barman parisien
- Jacques Servière : Le pilote
- Philippe Janvier : Le conspirateur
- Ratne Moerindiah : La danseuse hindoue
- Paul Grail : L'agent marseillais
- Geymond Vital : Le policier
- Paul Bonifas : Un marin
- Serjius : Un gardien
- Georges Marceau : L'exécuteur
- Georges Cahuzac : Le commissaire de bord
- Jean Morel
- O'Brady
- Maurice Pierrat
- Fernand Blot
- Chukry Bey